# 坪井善昭
坪井善昭（つぼい よしあき、1939年-　）は、日本の建築構造学者。構造家。東京芸術大学美術学部建築科名誉教授。京都造形芸術大学通信教育部建築デザインコース客員教授。東京大学名誉教授の構造家坪井善勝の長男。弟は坪井善道日本大学教授。東京出身。

## 経歴
1964年、早稲田大学第一理工学部建築学科卒業。1966年、早稲田大学大学大学院理工学研究科建設工学専攻修士課程修了後、東京芸術大学美術学部建築科助手。1971年、東京芸術大学講師。1984年、東京芸術大学助教授就任。1999年、東京芸術大学教授就任。2007年、定年退官。名誉教授就任。2007年-2010年、共立女子大学家政学部建築・デザイン学科教授。

## 著書
- 坪井善昭、小堀徹、大泉楯『[広さ[長さ][高さ]の構造デザイン]』Kenchikugijutsu、2007年3月。ISBN 9784767701165。
- 力学・素材・構造デザイン[3]